# Бинда, Альфредо
Альфредо Бинда (итал. Alfredo Binda; 11 августа 1902, Читтильо, Ломбардия — 19 июля 1986, Читтильо) — итальянский шоссейный велогонщик, пятикратный победитель Джиро д’Италия и трёхкратный чемпион мира.

## Биография
Бинда родился в провинции Варесе в Италии, но рос во французской Ницце. Его младший брат Альбино также стал велогонщиком. Альфредо учился на штукатура, но много времени уделял велоспорту. В 1922 году Бинда стал профессиональным велогонщиком, и в первые 3 сезона выиграл ряд гонок второго эшелона. В 1925 году он выиграл Джиро д'Италия, а осенью впервые первенствовал на Джиро ди Ломбардия, покорившейся ему ещё трижды. Бинда не раз показывал редкий талант успешного выступления как на супермногодневках, так и в классиках. В 1926 году он стал чемпионом Италии, после чего 4 года сохранял этот титул. В том же году ломбардец выиграл 6 этапов итальянской супермногодневки, но в общем зачёте стал только 2-м. В 1927 году состоялся первый чемпионат мира среди профессионалов, весь подиум заняли итальянцы во главе с Биндой. Но главным достижением того года стал вечный рекорд Бинды: он выиграл 12 из 15 этапов Джиро д'Италия.
Следующие 2 Джиро (14 этапных побед) также выиграл Альфредо. В 1929 году ему впервые покорилась Милан — Сан-Ремо, через 2 года он снова выиграл эту гонку. В сезоне 1930 Бинда повторно выиграл чемпионат мира (за год до этого стал третьим), а также 2 этапа на Тур де Франс. Последний раз чемпионом мира он стал в 1932 году, а победителем Джиро — в 1933, когда выиграл 6 этапов. Он выиграл супермногодневку в рекордный пятый раз, этот результат сумели повторить только Фаусто Коппи и Эдди Меркс. Рекорд в 41 этапную победу продержался до 2003 года, когда на одну победу его перекрыл спринтер Марио Чиполлини, лучшим результатом которого в общем зачёте является 100-е место. В 1936 году Бинда закончил карьеру после перелома бедра. Вскоре он встал у руля итальянской сборной, где ему не раз удавалось подчинить Коппи и Бартали командной работе. В 1960 году, после победы его подопечного Гастоне Ненчини на Тур де Франс, Бинда покинул сборную. Он умер в возрасте 83 лет в родном Читтильо, где теперь проводится женская гонка Трофей Альфредо Бинды.
Предпочтение отдавал велосипедам фирмы Legnano, на которых и завоевывал подиумы.

## Победы
1925
Джиро д’Италия:
 Общий зачёт
Этап 6
Джиро ди Ломбардия
1926
Джиро ди Ломбардия
Джиро дель Пьемонт
Джиро д’Италия:
Этапы 3, 6, 7, 9, 11 и 12
 Чемпионат Италии
1927
Джиро д’Италия:
 Общий зачёт
Этапы 1, 2, 3, 5, 6, 7, 8, 9, 10, 12, 14 и 15
 Чемпионат мира
Джиро ди Ломбардия
Джиро дель Пьемонт
 Чемпионат Италии
1928
Джиро д’Италия:
 Общий зачёт
Этапы 2, 3, 4, 5, 10 и 11
Джиро дель Венето
 Чемпионат Италии
1929
Джиро д’Италия:
 Общий зачёт
Этапы 2, 3, 4, 5, 6, 7, 8 и 9
Милан — Сан-Ремо
 Чемпионат Италии
1930
 Чемпионат мира
Тур де Франс:
Этапы 8 и 9
1931
Милан — Сан-Ремо
Джиро ди Ломбардия
Джиро д’Италия:
Этапы 3 и 4
1932
 Чемпионат мира
1933
Джиро д’Италия:
 Общий зачёт
 Горный зачёт
Этапы 2, 8, 9, 10, 13, 17